# Romulani
I Romulani sono una specie umanoide dell'universo fantascientifico di Star Trek. Introdotti nella serie classica di Star Trek, sono personaggi presenti in tutte le serie successive, quasi sempre nel ruolo di antagonisti della Federazione Unita dei Pianeti. In contrapposizione ai loro antenati Vulcaniani, sono solitamente rappresentati come un popolo appassionato, traditore e opportunista. L'Impero Stellare Romulano è uno dei più influenti imperi del Quadrante Beta della Via Lattea.

## Caratteristiche

### Biologia
I Romulani sono un popolo che discende dai Vulcaniani, con cui condividono molte delle caratteristiche fisiche. Sono umanoidi, hanno le orecchie a punta, le sopracciglia non arcuate e il loro sangue è verde perché il loro pigmento circolatorio è l'emocianina, contenente rame al posto del ferro. Ciononostante, secoli di evoluzione separata in condizioni climatiche e ambientali differenti, hanno provocato delle lievi differenze a livello biologico e morfologico. I Romulani, ad esempio, sono caratterizzati da una piccola cresta a forma di V sopra il naso che è molto rara tra i Vulcaniani, e in generale hanno lineamenti meno spigolosi. Sono ugualmente longevi, forti e resistenti; mancano del tutto di capacità telepatiche.

### Struttura sociale
Poco si sa della società romulana a causa delle tendenze isolazioniste dell'Impero.
La struttura sociale è ordinata in varie caste. Ogni casta appartiene a una casata. Le casate romulane, cinque in totale, hanno una condizione sociale e politica variabile a seconda dell'attuale Pretore al governo. Ogni cittadino ha diritto di appartenere a una casta; gli unici che non hanno il diritto di appartenere ad alcuna casta sono i Remani (c'Chavranna), gli abitanti nativi del pianeta Remus, C'Chavran (in romulano: Terra dei Viaggiatori). I Remani sono infatti sottomessi alla condizione di schiavi e gli unici titoli che possono essere a loro attribuiti sono dottore o ingegnere. I Remani furono utilizzati con pieno successo durante la Guerra del Dominio come truppe d’assalto in virtù della loro abilità militare.

### Cultura
I Romulani sono un popolo raffinato ed evoluto e hanno una tecnologia estremamente avanzata. Possiedono un forte senso dell'onore e normalmente non fanno prigionieri in battaglia. Si sono dimostrati assai militaristi e aggressivi, anche se allo stesso tempo sono isolazionisti e solitari. Tra i Romulani è ammesso il suicidio d'onore, di solito preferito all'omicidio da parte della Tal Shiar che è la punizione che attende i servitori dello Stato che si sono dimostrati inadatti al loro compito. I Romulani producono una particolare bevanda blu molto alcolica, detta birra romulana, che in molti episodi di Star Trek risulta essere proibita al consumo proprio per gli effetti "deleteri" dell'alcool che contiene sulle menti romulane.

### Religione
I Romulani chiamano il mitico luogo della creazione Vortavor. Ogni romulano crede negli "elementali".

### Governo
L'Impero Stellare Romulano ha sede sul pianeta Romulus (C'Rhian in romulano significa Terra dei Romulani). Nonostante sia un impero non vi è però nessun imperatore e lo stato è istituzionalmente una repubblica, strutturata in modo simile all'Antica Roma. Il potere esecutivo è esercitato da un Primo Pretore, assistito da tre Proconsoli. Il Senato è il principale organo legislativo. Il Senato è diviso in Senato Inferiore, che propone e approva le leggi, e Senato Superiore, che ha il potere di veto. La carica di Senatore è ereditaria. Inoltre, il servizio segreto (Tal Shiar) e l'esercito imperiali hanno un potere enorme nella politica romulana. Questa organizzazione così complessa causa una certa inerzia amministrativa e rende l'Impero molto lento nel prendere le sue decisioni.

### Tal Shiar
La Tal Shiar è l'organo responsabile della prevenzione dell'inquinamento dell'Impero da parte di culture aliene e del mantenimento della lealtà di tutti i cittadini romulani.
Tra i suoi compiti c'è quello di condurre relazioni diplomatiche con mondi alieni, fare in modo che tutti i cittadini rispettino le leggi Imperiali e acquisire informazioni su razze aliene da sfruttare a vantaggio dell'Impero o dell'agenzia stessa.
La Tal Shiar è un'agenzia segreta indipendente che si occupa anche di «rafforzare la lealtà» nei confronti dell'Impero sia nei civili sia nei militari. Gli agenti della Tal Shiar godono di una notevole discrezionalità nell'esercitare il proprio potere, potendo tranquillamente ignorare le istanze provenienti da alte cariche come senatori o governatori di colonie e potendo arrivare a sollevare gli ufficiali comandanti dai loro incarichi.
Quando lo desiderano, gli agenti dell'agenzia sono riconoscibili o dalla doppia bandoliera sulla spalla, oppure da una spilla posta a scelta sul lato destro del colletto o sulla manica destra.
La Tal Shiar è gestita dallo Shiar'Fvillha, o Comandante Supremo, che presiede tutte le sedute del Pretorato ed è incaricato di prendere decisioni al posto dell'Impero in caso d'emergenza. Lo Shiar'Fvillha è affiancato da un Vice Direttore, normalmente il Segretario del Consiglio di Guerra, un senatore, che si occupa del coordinamento delle varie sezioni dell'agenzia, le quali fanno capo ad altrettanti colonnelli.
La Tal Shiar ha una struttura organizzativa molto agile e lascia molto spazio all'iniziativa dei singoli agenti, a patto che le loro azioni portino benefici all'Impero oppure all'agenzia stessa. Un piano azzardato effettuato senza autorizzazione è tollerato solo se riesce senza problemi, altrimenti la Tal Shiar e il Governo romulano negheranno ogni coinvolgimento abbandonando chi ha fallito al proprio destino, o, in alcuni casi, ne pretenderanno la restituzione per poterlo giustiziare.
L'ingresso nell'organico dell'agenzia è possibile dietro presentazione da parte di un membro del candidato a una commissione giudicante o a un alto ufficiale, non importa che il candidato sia civile o militare.
Spesso gli ufficiali della Tal Shiar servono come assistenti personali dei Proconsoli, raccogliendo informazioni, coordinando la sicurezza, consigliando le azioni da intraprendere e sorvegliando le azioni del Proconsole stesso: non di rado sono visti come una presenza inquietante da questi politici.
Il motto della Tal Shiar è «Per proteggere e servire... noi!»

### Zhat Vash
La Zhat Vash è una antica setta che opera all'interno della stessa Tal Shiar, più antica e più segreta di questa di migliaia di anni, che opera come maschera della Zhat Vash. Il suo compito è quello di perpetuare una conoscenza in grado di far impazzire la maggior parte delle persone. Sono spinti inoltre da un odio atavico verso ogni tipo di intelligenza artificiale, che si prefiggono di distruggere e impedirne la creazione.

### Qowat Milat
La Qowat Milat, o meglio Ordine della Qowat Milat, è un ordine religioso femminile, composto da monache guerriere. Il loro principio più importante è quello dell'"Assoluto Candore", ovvero della più totale e trasparente sincerità, anche a costo di ferire l'interlocutore. Combattono con delle spade simili a una katana e danno il loro supporto solamente a cause considerate perse. Sono il maggior nemico della Tal Shiar e della Zhat Vash.

## Storia
I Romulani sono sorti nel V secolo quando un gruppo di Vulcaniani rifiutò gli insegnamenti di Surak sulla soppressione delle emozioni, la non-violenza e il predominio della logica e abbandonò il pianeta Vulcano. Il gruppo di dissidenti si stabilì su Romulus e sottomise la popolazione di Remus, fondando l'Impero Stellare Romulano.
Nel 2152 il primo contatto (solo via radio) con un'astronave terrestre, l'Enterprise NX-01, inaugurò in modo disastroso le relazioni tra i Terrestri e i Romulani. Quattro anni dopo scoppia la guerra tra la Terra e l'Impero Romulano, che durerà fino al 2160, quando dopo la Battaglia di Cheron, nella quale i Romulani verranno sconfitti, la Terra e l'Impero Romulano firmarono, sempre via radio e senza mai incontrarsi di persona, un trattato che stabilisce una Zona Neutrale larga un anno luce lungo i confini territoriali dei due contendenti.
Durante questa guerra, Romulani e Terrestri non vedranno mai l'uno l'aspetto dell'altro a causa delle limitate capacità tecnologiche del tempo, e solo durante uno sconfinamento della Zona Neutrale da parte dei Romulani, che porterà l'Enterprise di Kirk a uno scontro, gli umani scopriranno che i loro nemici hanno un aspetto molto simile a quello dei Vulcaniani.
Nel 2385 si scoprì che la stella di Romulus sarebbe divenuta una supernova entro pochi anni. Il Senato Romulano chiese quindi aiuto alla Federazione. L'Ammiraglio Jean-Luc Picard si pose a capo della flotta di soccorso ma essa venne distrutta durante un attacco su Marte, portando la Flotta Stellare a rinunciare alla missione.
L'Ambasciatore Spock, in un ultimo disperato tentativo di salvare Romulus tentò, usando la navetta Jellyfish, di creare un buco nero che avrebbe fermato la supernova, ma fallì. Spock, a bordo della Jellyfish e il minatore Romulano Nero, a bordo della Narada, vennero risucchiati dal buco nero e trasportati nel passato. 
A seguito della distruzione di Romulus, e del seguente collasso dell'Impero, i Romulani sopravvissuti si unirono sotto lo Stato Libero Romulano.
Nella terza stagione della serie Star Trek: Discovery si apprende come l'opera di Spock abbia iniziato un lungo processo di riunificazione tra Vulcaniani e Romulani, dato che gli ultimi infatti ricominciarono a tornare sul pianeta Vulcano. Nel XXXI secolo ormai il ritorno dei Romulani è completato da secoli e Vulcano ospita le popolazioni di entrambe le specie. A seguito della riunificazione il nome del pianeta è stato cambiato in Ni'Var, il quale ha abbandonato la Federazione, a causa dei dissidi causati dall'esperimento SP19, ritenuto la causa del "Grande Fuoco", evento catastrofico che ha segnato la quasi scomparsa della Federazione. La società di Ni'Var tuttavia è lontana dal raggiungere la completa stabilità, per via delle sfide e delle tensioni sociali dovute al processo di riunificazione, al quale si aggiunge il peso di essere stati la possibile causa del "Grande Fuoco".

## Romulani celebri (parziale)
- Elnor, interpretato da Evan Evagora (Picard, stagioni 1-2), doppiato in italiano da Alessandro Campaiola.
Giovane rifugiato Romulano addestrato per il combattimento corpo a corpo dalla Qwat Milat, si offre per aiutare e proteggere Picard nella sua missione. Nella seconda stagione lo troviamo arruolato come cadetto nell'Accademia della Flotta Stellare.
- Sela, interpretata da Denise Crosby (The Next Generation, stagioni 4-5), doppiata in italiano da Isabella Pasanisi.
Per metà umana e per metà Romulana, è la figlia di un generale romulano e del tenente Tasha Yar, proveniente dal 2344 parallelo, a causa di un viaggio nel tempo dell'Enterprise C. Da adulta Sela entra nelle forze armate romulane, divenendo un comandante di rilievo, assegnata al comando centrale dei servizi segreti romulani.

## Filmografia

### Cinema
- Star Trek V - L'ultima frontiera (Star Trek V: The Final Frontier), regia di William Shatner (1989)
- Rotta verso l'ignoto (Star Trek VI: The Undiscovered Country), regia di Nicholas Meyer (1991)
- Generazioni (Star Trek: Generations), regia di David Carson (1994)
- Star Trek - La nemesi (Star Trek: Nemesis), regia di Stuart Baird (2002)
- Star Trek, regia di J.J. Abrams (2009)

### Televisione
- Star Trek - serie TV, episodi 1x14-2x12-3x02 (1966-1968)
- Star Trek - serie animata, episodi 1x06-1x12-2x03 (1973-1974)
- Star Trek: The Next Generation - serie TV, 21 episodi (1988-1994)
- Star Trek: Deep Space Nine - serie TV, 16 episodi (1994-1999)
- Star Trek: Voyager - serie TV, 6 episodi (1995-2001)
- Star Trek: Enterprise - serie TV, 5 episodi (2002-2005)
- Star Trek: Discovery - serie TV, episodi 3x07-4x04-4x10 (2020-2022)
- Star Trek: Lower Decks - serie animata, episodi 1x08-3x08 (2020-2022)
- Star Trek: Picard - serie TV, 20 episodi (2020-2022)
- Star Trek: Prodigy - serie animata, episodi 1x14-1x15 (2022)
- Star Trek: Strange New Worlds - serie TV, episodio 1x10 (2022)

## Giochi (parziale)

### Videogiochi
- Star Trek Online (2010)
- Star Trek Timelines (2016)